# Čichový epitel

Čichový epitel

Čichový epitel je specializovaná tkáň a oblast sliznice na stropu nosní dutiny.

## Popis
U člověka zaujímá čichový epitel asi 1 cm2 na každé straně a je asi 7 cm vzadu za nozdrami. Je tvořen víceřadým cylindrickým epitelem složeným ze tří typů buněk.
Pod epitelem je vrstva řídkého vaziva, ve které jsou uloženy glandulae olfactoriae (Bowmanovy žlázy). Nachází se tu velké množství krevních cév a také svazky axonů smyslových buněk vytvářející fila olfactoria. Čichový epitel je součástí čichového systému, který je přímo odpovědný za detekci pachů.

## Typy buněk
Buňky podpůrné mají široký cylindrický vrcholek a zúženou bázi. Jsou analogy nervových gliových buněk. Jejich apikální povrch je opatřen mikroklky, zanořenými do tekuté vrstvy sestávající ze sekretů pokrývajících celou sliznici. Podpůrné a čichové buňky jsou mezi sebou dobře spojeny. Buňky obsahují světložlutý pigment, který udává zbarvení celé sliznice.
Buňky bazální jsou malé kmenové buňky, z nichž dochází k obnově epitelu. Jsou kulovitého nebo kónického tvaru a tvoří jedinou vrstvu při bázi epitelu.
Buňky čichové, bipolární neurony, se nacházejí mezi bazálními a podpůrnými buňkami. Jádra buněk čichových leží až pod jádry podpůrných buněk. Vrcholky buněk jsou rozšířeny a vychází z nich 6-20 cilií. Tyto cílie jsou dlouhé, nepohyblivé a představují receptory, které reagují na přítomnost pachových látek vytvářením receptorových signálů a také podstatně zvětšují recepční povrch. Aferentní (dostředivé) axony těchto bipolárních neuronů se spojují se svazečky směřující do centrálního nervového systému.

## Bowmanovy žlázy
Tyto tubuloalveolární (primární i sekundární vývody mají tvar trubicovitý a sekretující části tvar váčkovitý) sekreční žlázy leží v lamina propria sliznice. Bowmanovy žlázy dodávají bílkovinnou sekreci přes kanálky na povrch sliznice. Sekret zachytí a rozpustí aromatické látky pro bipolární neurony. Nepřetržitý tok z Bowmanových žláz odplavuje zašlé pachy.

## Patologie
Čichový epitel může být poškozen inhalací toxických výparů, zraněním vnitřku nosu a s největší pravděpodobností i používáním nosních sprejů. Jelikož má epitel schopnost regenerace, poškození bývá dočasné, avšak v extrémních případech může být zranění trvalé a vést k anosmii.

### Ohrožení epitelu u kuřáků

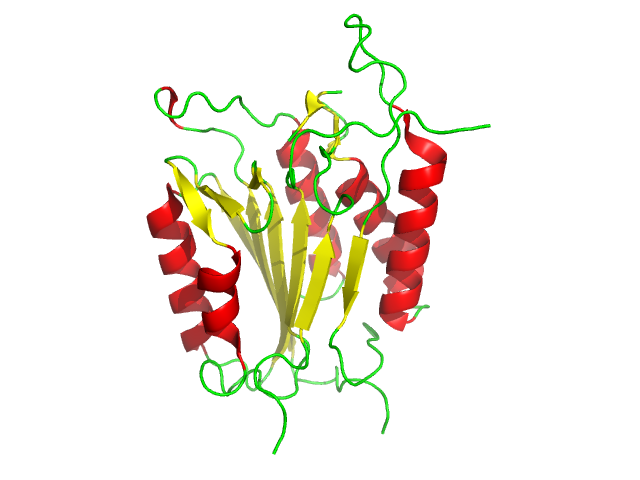
Kaspáza 3

Čich je zprostředkován pomocí čichových smyslových neuronů vystavených v nosních dýchacích cestách, což je činí náchylnými k zranění či zániku. Proto byly zaznamenány apoptotické smrti čichových neuronů i bez zřejmého onemocnění. Mrtvé neurony jsou vyměněny mitózou a dozráváním původců, aby se zajistil dostatečný počet neuronů do dospělosti. Narušení této rovnováhy svědčí o běžném případu klinické ztráty čichu. Studie hodnotí účinky tabákového kouře na čichovou sliznici s důrazem na změny v míře apoptózy čichových smyslových neuronů.
Modelem pro experiment byla krysa. Krysy byly vystaveny cigaretovému kouři po dobu 12 týdnů, na posledních 5 týdnů byl ke kouři přidán etanol. Pro srovnání byly zajištěny také kontrolní krysy, které nebyly ohroženy škodlivými látkami. Imunohistochemická analýza čichového epitelu byla provedena pomocí protilátky na aktivní formu kaspázy-3 (CASP3). Pozitivní zbarvení tohoto enzymu ukázalo, že v buňce probíhá apoptotická proteolýza. Výsledkem bylo, že u kontrolních krys se projevila nízká úroveň aktivity CASP3 v čichovém epitelu na rozdíl od krys vystaveným tabáku. U nich došlo k dramatickému růstu apoptózy čichových smyslových buněk. Cigaretovým kouřem je tedy vyvolána zvýšená smrt čichových smyslových neuronů, což případně může rozdrtit regenerační schopnost čichového epitelu.

## Galerie

Čichový systém
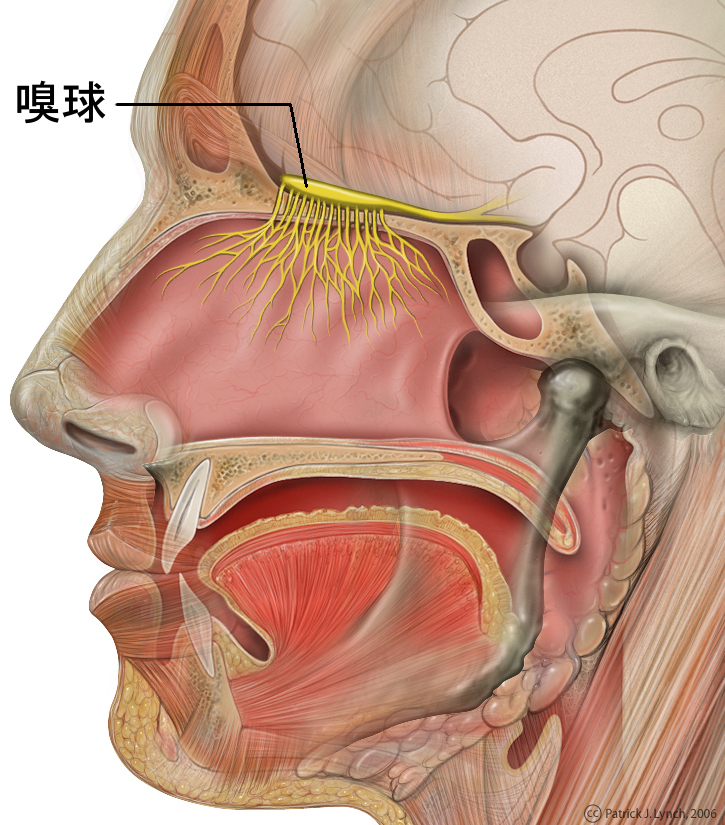
Čichový nerv